# Hassan Turki
Hassan Turki (en árabe: حسان تركي عطيه‎; Irak; 1 de julio de 1981) es un exfutbolista de Irak que jugaba en la posición de centrocampista.

## Carrera

### Club
| Periodo   | Club             |
| --------- | ---------------- |
| 1997–1998 | Al-Karkh SC      |
| 1998–1999 | Al-Kadhimiya     |
| 1999–2000 | Duhok SC         |
| 2000–2005 | Al-Talaba SC     |
| 2005–2007 | Al-Ahli Manama   |
| 2007–2008 | Al Hussein Irbid |
| 2008      | Al Hala SC       |
| 2008–2009 | Al-Talaba SC     |
| 2009–2010 | Al-Zawraa        |
| 2010–2012 | Amanat Baghdad   |
| 2012–2013 | Sulaymaniyah FC  |

### Selección nacional
Debutó con Irak el 31 de enero de 2001 entrando de cambio en el partido amistoso que terminó con empate 0-0 ante Líbano. Jugó en 16 ocasiones con la selección nacional, participó en la copa Asiática 2004 y en el Campeonato Juvenil de la AFC 2000 y se retiró de la selección nacional en 2004.

## Logros

### Club
- Liga Premier de Irak (1): 2001-02
- Copa de Irak (2): 2001-02, 2002-03
- Supercopa de Irak (1): 2002

### Selección nacional
- Campeonato Juvenil de la AFC (1): 2000